# 802 هـ
802 هـ هي سنة في التقويم الهجري امتدت مقابلةً في التقويم الميلادي بين سنتي 1399 و1400.

## مواليد
- ابن قطلوبغا
- بايسنقر

## وفيات
- إبراهيم بن موسى الأبناسي.